# Scleria harlandii
Scleria harlandii är en halvgräsart som beskrevs av Henry Fletcher Hance. Scleria harlandii ingår i släktet Scleria och familjen halvgräs. Inga underarter finns listade i Catalogue of Life.